# Callibaetis pictus
Callibaetis pictus är en dagsländeart som först beskrevs av Eaton 1871.  Callibaetis pictus ingår i släktet Callibaetis och familjen ådagsländor. Inga underarter finns listade i Catalogue of Life.